# Hugo Debaere
Hugo Debaere (Gent, 1958 ‒ aldaar, 1994) was een Belgisch kunstenaar die werkte in de discipline van de beeldende kunst met het gebruik van tekenen, installatie, mixed media, schilderen, fotografie, beeldhouwen en video.

## Studie en Autodidact
Debaere studeerde 'Artistieke Opleiding' ‒ afdeling '1/2' van het Hoger Secundair Kunstonderwijs aan het Stedelijk Secundair Kunstinstituut Gent (S.S.K.I.). Een succesvol en vruchtbaar artistiek cultureel pedagogisch experiment dat begin jaren zeventig ontstond en op het einde van dat decennium werd opgedoekt. Wegens het hoge artistieke en algemeen culturele niveau van de secundaire cyclus kon Debaere, zoals andere medestudenten, daarna niet aarden in de aansluitende hogere cyclus. Hij is ondanks drie jaren Artistieke Opleiding en zelfs een woeste periode in de Koninklijke Academie voor Schone Kunsten van Gent toch grotendeels als een autodidact te beschouwen.

## Gastdocent Sint Lucas en Artist in residence te Wiesbaden
Debaere was gastdocent aan de Hogeschool Sint-Lukas Brussel dat vandaag deel uitmaakt van de Hogeschool voor Kunsten en Architectuur. Bekend is ook zijn uitnodiging van 1993 te Wiesbaden, waar hij samen met Danny Matthys in de plaatselijke dierentuin 'artist in residence' was en onder andere voor het eerst werkte met olifantenuitwerpselen.

## S.M.A.K. en M.H.K
Debaere heeft een belangrijk artistiek nalatenschap, dat grotendeels in het Gentse S.M.A.K. is ondergebracht, kort na zijn plots en totaal onverwacht overlijden in 1994. Er was slechts 15 jaar tussen zijn eerste tentoonstelling en zijn overlijden. Ondanks zijn relatief isolement, omdat hij enkel kort voor zijn overlijden (en dan nog voorzichtig) werd ontdekt, was deze voldoende om voor een massaal bijgewoonde uitvaartplechtigheid te zorgen. Stichtend Ere-directeur en Documenta IX (1992) ‒ curator Ridder Jan Hoet heeft in 1995 in het Museum van Hedendaagse Kunst (MHK) te Gent een eerste overzichtstentoonstelling opgezet ter ere van het werk van Hugo Debaere. Het werk van Debaere nam een prominente plaats in tijdens de fameuze tentoonstelling 'Gelijk het leven is', in 2006, in het SMAK.

## Oeuvre
Hugo Debaere probeerde zijn persoonlijke leefwereld beeldend te koppelen aan items zoals de antieke culturen en zijn voorliefde voor en diepgewortelde kennis van hedendaags Afrika. Van Hugo Debaere zijn de hangende sculpturen bekend van vrij figuratief ogende motieven zoals een reuzegrote borst, een sigaret rokende gehurkte figuur, een geplette olifant, een slang of de 'Neus van Afrika'. Die beelden zijn onder andere gemodelleerd van koeienmest, zonder dat het maar even de suggestie van gratuit en spektakel oproept. 
De sculpturen zijn vakkundig en dat verbreekt meteen alle aura en mythologie die om een kunstwerk hangt. De verwijzingen naar Afrika in de tekeningen en beelden roepen een grote verbondenheid met de manier waarop kunst in Afrika (nog) in het maatschappelijke weefsel infiltreert als betekenisvolle, collectief ervaren tekens. De primaire manier waarop hij uitdrukking geeft aan impressies en gedachten over de mogelijke betekenis van kunst voor een individu, is niet alledaags.
Een beeld dat doet denken aan de manier waarop Afrikaanse kinderen wegwerpblik omtoveren tot speelgoed, is ' Peaux Allumées '. Die sculptuur is gemaakt van een kleurrijk olievat dat met een aantal versnijdingen is omgevormd tot een speels mannetje met uitstekende knalrode tong. De methode van het recupereren van materiaal loopt als een rode draad door de sculpturale productie van Debaere. Zijn oerbeelden zetten een mens weer met beide voeten op de grond; zijn werk leidt naar een onaffe dialoog tussen kunst en woordeloze essenties in het leven. Hugo Debaere modelleerde en tekende gedachten in vormen en tekeningen die vanuit zichzelf betekenis oproepen. In zijn debuutperiode (late jaren zeventig, vroege jaren tachtig) werkte hij meestal ruimtelijk ‒ grafisch met abstracte geometrische vlakken. Later is er ook een periode die op een bepaalde manier aansluit bij het neo-expressionisme, de Transavanguardia Italiana de Jonge Italianen of van het Duitse Neue Wilde De Nieuwe Wilden, bijvoorbeeld het werk A. Rimbaud. Zijn werk is dat ook vergelijkbaar met dat van de Nederlandse internationale kunstschilder van dezelfde generatie; René Daniëls. Er komt dan midden jaren tachtig een merkwaardige en ophefmakende performance en installatie met schilderijen en kostuums ("Killimanjaro") in samenwerking met SKI ‒ studiegenoot en kunstenaar Philippe Tonnard. Daarna komt er via monumentale tekeningen en schilderijen op papier een mengvorm van thema's uit de klassieke oudheid, intimisme en ook de eerste intrede van 'Afrika'. Pas vanaf Wiesbaden start hij met het werken met 'behandelde uitwerpselen'. Belangrijke werken van Debaere maken deel uit van de vaste collectie van het Nederlandse Bonnefantenmuseum in de sectie internationale Hedendaagse kunst, dat werd ontworpen door Aldo Rossi.

## Gallery Richard Foncke en Lightmachine Agency
Debaere was meerdere keren te gast met een solo tenstoonstelling bij de voormalige internationale galerij voor hedendaagse kunst in het Belgische Gent van wijlen galerist Richard Foncke. Ook bij Lightmachine Agency werd in 2009 grote aandacht besteed aan zijn werk, samen met dat van onder anderen René Heyvaert.
Anno 2019 staat het werk van Hugo Debaere onder het beheer van Bruthausgallery, De Collectie (S.M.A.K.) en de familie Debaere. Zo was er een eerste partiële overzichtstentoonstelling in maart 2019, met als titel 'Sic Transit Gloria Mundi' te Bruthausgallery (BE).

## Traditie
Het werk van de Amerikaanse hedendaagse kunstenaar Bruce Nauman heeft een belangrijke invloed gehad op het werk en de levensloop van Hugo Debaere. Tijdens zijn jeugd en debuut waren Kazimir Malevitsj en ook Arthur Rimbaud belangrijk. Tijdens de jaren negentig kreeg Georges Bataille invloed.